# Teinopodagrion temporale
Teinopodagrion temporale är en trollsländeart som först beskrevs av Selys 1862.  Teinopodagrion temporale ingår i släktet Teinopodagrion och familjen Megapodagrionidae. Inga underarter finns listade i Catalogue of Life.